# منتخب كندا تحت 20 سنة لكرة القدم للسيدات
منتخب كندا تحت 20 سنة للسيدات لكرة القدم (بالإنجليزية: Canada women's national under-20 soccer team)‏ هو ممثل كندا الرسمي في المنافسات الدولية في كرة القدم في فئة كرة قدم تحت 20 سنة للسيدات، يديريه اتحاد كندا لكرة القدم.